# Steve Berlin

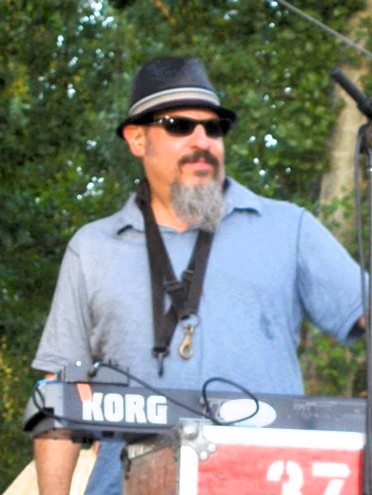
Berlin

Steve Berlin (* 14. September 1955 in Philadelphia) ist ein US-amerikanischer Rock-Saxophonist, Keyboarder und Musikproduzent. Bekannt ist er in erster Linie als Mitglied der Rockgruppe Los Lobos. Davor war er Mitglied der Bands Top Jimmy & the Rhythm Pigs, The Blasters und The Flesh Eaters.

## Leben
Berlins Musikkarriere begann Anfang der 1980er Jahre, als er sich den Blasters anschloss. Er blieb nur für kurze Zeit bei der Band, um sich dann – ebenfalls nur kurzzeitig – den Flesh Eaters anzuschließen. 1982 hatte er einen Gastauftritt auf einem Album der Go-Go's.
Zusammen mit T-Bone Burnett produzierte Berlin 1983 die EP … And a Time to Dance von Los Lobos, bei denen er im Folgejahr festes Mitglied wurde. Neben seiner Arbeit mit Los Lobos engagierte er sich auch als Produzent und Studiomusiker für diverse andere Interpreten, darunter Paul Simon, John Lee Hooker, Sheryl Crow, Bonnie Raitt, Rickie Lee Jones, Faith No More, Leo Kottke, The Replacements, The Fabulous Thunderbirds, Crash Test Dummies, Mark Lanegan, Manhattan Transfer, Dave Alvin, Joan Osborne, The Tragically Hip, The Walkabouts, Michelle Shocked, The Smithereens, String Cheese Incident, The Tail Gators und Roomful of Blues.
Steve Berlin ist verheiratet und lebt mit seiner Frau und seinen beiden Töchtern in Portland im Bundesstaat Oregon.